# RFIC (micro-onde)

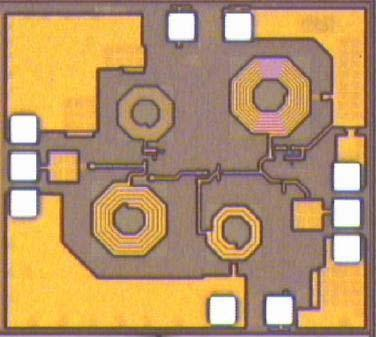
RFIC CMOS LNA (amplificateur à faible bruit).

RFIC est une abréviation de Radio Frequency Integrated Circuit (Circuit intégré de radiofréquence). Les domaines d'application du RFIC incluent les radars et les communications, bien que le terme RFIC puisse s'appliquer à tout circuit intégré électrique fonctionnant dans une plage de fréquences adaptée à la transmission sans fil.
La recherche sur les RFIC suscite un intérêt considérable en raison des coûts et du coût que représente le transfert du plus grand nombre possible de l'émetteur-récepteur sans fil vers une technologie unique, ce qui permettrait de mettre en place un système sur une solution à puce, par opposition aux autres systèmes plus communs. Cet intérêt est renforcé par l'omniprésence des capacités sans fil en électronique. Les recherches actuelles portent sur l'intégration de l' amplificateur de puissance RF (PA) à la technologie CMOS, en utilisant des MOSFET ou des HBT SiGe .

## Conférences de recherche liées aux RFIC
RFIC est également utilisé pour faire référence au RFIC Symposium annuel, une conférence de recherche organisée dans le cadre de la Semaine micro-ondes, dont le thème est le Symposium international sur les micro-ondes. Le tableau ci-dessous énumère d’autres conférences de recherche examinées par des pairs.
| Conférences de recherche liées aux RFIC                                                | Sites Web pour les conférences |
| -------------------------------------------------------------------------------------- | ------------------------------ |
| Conférence internationale sur les circuits à l'état solide                             | isscc.org                      |
| Symposium RFIC                                                                         | rfic-ieee.org                  |
| Symposium international sur les micro-ondes                                            | ims-ieee.org                   |
| Semaine Radio sans fil                                                                 | radiowirelessweek.org          |
| Symposium sur la technologie et les circuits intégrés BiCMOS et Compound Semiconductor | bcicts.org                     |
| Symposium international sur les circuits et les systèmes                               | ieee-cas.org                   |

## Publications présentant des recherches sur les RFIC
Journal IEEE des circuits à l'état solide 
Transactions IEEE sur la théorie et les techniques des micro-ondes 

## Voir également
- RFID, identification par radiofréquence